# Tunnel (romanzo)
Tunnel (titolo originale: Tunnels, ma autopubblicato inizialmente come The Highfield Mole nel 2005) è il primo libro dell'esalogia ideata e scritta da Roderick Gordon e Brian Williams, pubblicato in Inghilterra dalla Chicken House nel 2007 e in Italia da Arnoldo Mondadori Editore nel 2008. Il libro ha avuto un discreto successo in tutto il mondo, essendo stato pubblicato in 40 paesi. L'opera prosegue con Abisso, pubblicato in Inghilterra nel 2008 e in Italia nel 2009.
Il libro è stato rifiutato da tanti editori prima che Barry Cunningham, lo scopritore di Harry Potter, non decise di pubblicarlo, definendolo "il prossimo Harry Potter".

## Trama
Will ha un rapporto singolare con la luce. È albino, ha ereditato dal padre una grande passione per l'archeologia e la sua indole schiva lo porta a rimanere spesso nell'ombra. Ma presto un evento misterioso lo precipita in un abisso in cui l'oscurità mostra il suo lato più nero: partito insieme al suo amico Chester alla ricerca del padre scomparso inspiegabilmente durante uno scavo, Will scopre un passaggio segreto diretto a una città sotterranea, costruita secoli prima sotto le fondamenta di Londra. È in quel luogo senza luce che Will è nato, ed è lì che conoscerà la sua vera famiglia. Ma i malvagi Styx, esangui creature a guardia della metropoli e del suo inviolabile segreto, non hanno alcuna intenzione di lasciarlo tornare in superficie. Per abbandonare il sottosuolo portando in salvo il padre e Chester, Will dovrà attraversare un inferno di roccia e fango e affrontare creature che hanno molti motivi per nascondersi nel buio...

## Edizioni
- Roderick Gordon e Brian Williams, Tunnel, traduzione di Gianna Guidoni, collana I Grandi, Arnoldo Mondadori Editore, 2008,  p. 474, ISBN 978-88-04-57607-5.